# 1968 aux Territoires du Nord-Ouest
Chronologie des Territoires du Nord-Ouest
- 1964
- 1965
- 1966
- 1967
- 1968
- 1969
- 1970
- 1971
- 1972

Cette page concerne des événements d'actualité qui se sont produits durant l'année 1968 dans le territoire canadien des Territoires du Nord-Ouest.

## Politique
- Premier ministre : Stuart Milton Hodgson (Commissaire en gouvernement)
- Commissaire :
- Législature :

## Événements

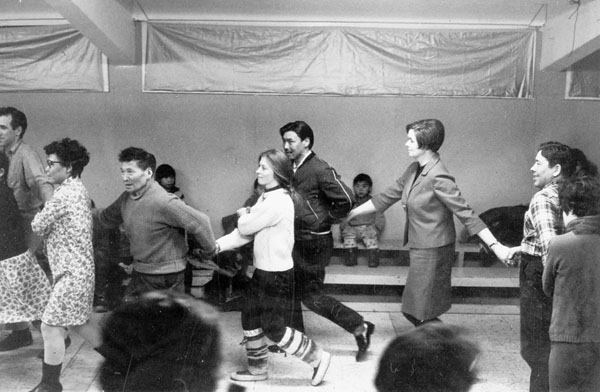
Terry, Peter Pitseolak, Pat, Kananginak Pootoogook, Elli and Tommy à une danse du vendredi soir